# Jordan Clarkson
Jordan Taylor Clarkson, född 7 juni 1992, är en filippinsk-amerikansk basketspelare som spelar för New York Knicks i National Basketball Association (NBA). 
Under sin tid på college spelade Clarkson två säsonger för Tulsa innan han i maj 2012 gick över till Missouri.
Den 26 juni 2014 valdes Clarkson som 46:a totalt av Washington Wizards i NBA:s draft. Under samma dag köpte Los Angeles Lakers rättigheterna för Clarkson. Han blev direkt uttagen i Lakers trupp till NBA Summer League 2014. Den 25 augusti 2014 skrev Clarkson på ett kontrakt med Lakers. Under sin första säsong startade han i 38 matcher för Lakers, främst som point guard, samt snittade 15,8 poäng, 5,0 assist och 4,2 returer som startspelare. Efter säsongen blev han uttagen i NBA All-Rookie Team.
Den 7 juli 2016 skrev Clarkson på ett nytt kontrakt med Lakers; ett fyraårskontrakt värt 50 miljoner dollar.